# Персонажі серіалу «Абатство Даунтон»
Абатство Даунтон (англ. Downton Abbey) — британський телесеріал, знятий за сценарієм Джуліана Феллоуза у співробітництві з компаніями Carnival Films та Masterpiece. Вперше серіал вийшов на телеекрани у Британії та Ірландії 26 вересня 2010 року. У 2011 році його побачила й американська аудиторія. Серіал закінчився на 6 сезоні, остання різдвяна серія вийшла на телеекрани — 25 грудня 2015.
Дія серіалу відбувається в Абатстві Даунтон, розташованому в Йоркширі, в якому живе родина аристократів Кроулі та їхня прислуга в так звану пост-едвардську епоху (після правління короля Едварда VII, тобто після 1910 року), події якої неабияк впливають на життя усіх верств населення та загалом на британську ієрархію. У серіалі знайшли відображення такі події, як катастрофа Титаніка, початок Першої світової війни, епідемія іспанки, ірландська визвольна війна тощо.
Серіал отримав кілька нагород, серед яких Премія «Золотий глобус» за найкращий мінісеріал або телефільм. Також Абатство Даунтон увійшов до Книги рекордів Гіннеса, як «англомовний телесеріал, що найбільше обговорюється критикою». Серіал отримав найбільшу кількість номінацій під час вручення Primetime Emmy Awards (27 номінацій вже після другого сезону). Також серіал у Британії та США охопив найбільшу телеаудиторію, а відтак став найбільш популярним костюмованим серіалом з часів британського серіалу «Повернення в Брайдсхед» (Brideshead Revisited, 1981 рік).

## Головні герої серіалу

### Члени сім'ї Кроулі
Роберт Кроулі, граф Ґрентем — 7-й граф Ґрентем і власник Даунтону; як лорд Ґрентем, є головою родини Кроулі і співвласником абатства Даунтон (разом зі своєю старшою дочкою). Він є сином 6-го графа Ґрентема і Вайолет Кроулі, вдови графині Ґрентем і брат леді Розамунд Пайнсвік. Брав участь в південноафриканській війні з Джоном Бейтсом.
Одружився з американською спадкоємицею Корі Левінсон в 1890 році, щоб врятувати своє майно на її гроші, але зрештою закохався в неї. У нихтри дочки: Мері, Едіт і Сібіл Кроулі, і була втрачена вагітність хлопчиком. Через це, не маючи сина, його спадкоємцями були послідовно його двоюрідні брати Джеймс Кроулі, Патрік Кроулі і Метью Кроулі. Останній став чоловіком його старшої доньки Мері. Ці три спадкоємці померли, роблячи його єдиного внука і єдиного сина від шлюбу Мері і Метью, Джорджа Кроулі, нинішнім спадкоємцем.
Кора Кроулі, графиня Ґрентем — Кора Кроулі (до шлюбу Левінсон), графиня Ґрентем, власниця Даунтону, американська спадкоємиця, дочка Марти і Ізідора Левінсона і сестра Гарольда Левінсона. Одружилася з Робертом Кроулі, який став графом Ґрентем, після смерті свого батька, і принесла йому великий посаг у Даунтон.
Леді Ґрентем має доньок Мері, Едіт і Сібіл, і її основна увага прив'язана до їх щастя і успіхів. 18 років після народження Сібіл, леді Ґрентем завагітніла сином, але пережила викидень. У 1920 році її наймолодша доньку Сібіл, народивши доньку Сіббі, померла від ускладнень, і Кора звинуватила свого чоловіка, який проігнорував попередження доктора Річарда Кларксона на користь думки відомого лондонського лікаря Філіпа Тапселла. Через рік Кора стала бабусею вдруге, коли її старша донька Мері народила сина, Джорджа. Через годину після народження Джордж став спадкоємцем титулу свого діда і Абатства Даунтон, коли його батько Метью Кроулі загинув в автокатастрофі.
Леді Мері Кроулі — Леді Мері Джозефіна Толбот, до шлюбу Кроулі (нар. 1891) старша дочка Роберта Кроулі, графа Ґрентема, і його американської дружини, Кори Кроулі (до шлюбу Левінсон), мати нинішнього спадкоємця графства, Джорджа, якого народила разом з покійним чоловіком Метью Кроулі, колишнім спадкоємцем. Мері має молодших сестер Едіт Пелхам і покійну леді Сібіл Бренсон, яка померла в 1920 році від ускладнень після пологів. Вона є онукою покійного графа Ґрентема і Вайолет Кроулі (через якого вона пов'язана з МкКлер сім'ї) і Ізідор і Марти Левінсон. У серпні 1925 року вона і Генрі Толбот одружилися в церкві Святого Михайла і Всіх ангелів.
Леді Едіт Кроулі — Едіт Пелхам (до шлюбу Кроулі), маркіза Хексема, друга дочка Роберта і Кори Кроулі, сестра Леді Мері і леді Сібіл, внучка Вайолет Кроулі, і тітка Сіббі Бренсон і Джорджу Кроулі. Сестра її батька, леді Розамунд Пайнсвік, і її покійний чоловік Мармадюк Пайнсвік є дядьком і тіткою Едіт. Крім того, брат її матері, Гарольд Левінсон, її дядько. Вона троюрідна сестра леді Роуз Олдрідж, Роуз сестра леді Аннабель і Джеймса МкКлера, графа Ньютонмора. У неї є дочка Меріголд від її покійного коханця Майкла Грегсона. У 1925 році вона одружилася з Гербертом Пелхамом, 7-м маркізом Хексема.
Леді Сібіл Кроулі — Сібіл Кора Бренсон (до шлюбу Кроулі) молодша дочка Роберта і Кори Кроулі. Вона була одружена з Томом Бренсоном, з яким народила дитину, названу на честь матері, Сібіл Бренсон, і померла під час пологів.
Вайолет, графиня Ґрентем — Вайолет Кроулі, вдова графиня Ґрентем, є головною в сім'ї Кроулі покійного графа Ґрентем і родича МакКлера сім'ї через її племінницю і хрещеницю, Сюзан МакКлер, маркізи Флінтшір. Вона є матір'ю Роберта Кроулі, 7-го графа Ґрентема, і леді Розамунд Пайнсвік (до шлюбу Кроулі), а також бабусею трьох дочок Роберта і Кори: Мері, Едіт і Сібіл. Через її онучок у неї є три правнука: син Мері, донька Сібіл і донька Едіт.
Леді Розамунд Пайнсвік — Розамунд Пайнсвік (дошлюбу Кроулі), є вдовою дуже багатого банкіра, покійного Мармадюка Пайнсвіка, і дочкою попереднього графа Ґрентема і Вайолет Кроулі; її найближчим союзником в сім'ї є її єдиний брат Роберт. Вона є сестрою-в-законі Кори, тітки леді Мері, леді Едіт і покійної леді Сібіл, тітка покійного Метью Кроулі і Тома Бренсона і двоюрідна тітка Сіббі Бренсон, Джорджу Кроулі і Меріголд.
Вона живе в Лондоні сама на Белґрейв сквер 35. Любить втручатися в сімейні справи і має дуже тісний зв'язок з Робертом і Абатством Даунтон.

### Прислуга
Карсон — Чарльз Ернест Карсон був дворецьким в Абатстві Даунтон, і почав працювати в абатстві як другий лакей в 19 років. Він жив в маєтку, став свідком народження трьох доньок Роберта і Кори: Мері, Едіт і Сібіл.
У травні 1925 він одружився з Елсі Г'юз, головною економкою в Даунтоні. Сім місяців по тому він подав у відставку, оскільки страждав від паралічу, де Томас Барроу зайняв його місце як дворецький.
Г'юз — Елсі Мей Карсон (до шлюбу Г'юз) є головною економкою, і вона відповідає за всіх службовиць. Вона дуже сувора, але й етична, і ніколи не є двосторонньою.
Анна — Анна Бейтс Мей (до шлюбу Сміт) була головною хатньою робітницею в Даунтоні і в даний час покоївка леді Мері Кроулі. Одружена з Джоном Бейтсом. Народила сина в новорічну ніч 1925 року.
Джон Бейтс — камердинер Роберта Кроулі. Спочатку він погано сприймався більшістю співробітників через те, що він використовує тростину (був поранений в англо-бурської війні). Томас Барроу і Кара O'Браєн зробила кілька спроб позбутися його. Попри це, він врешті зміг заслужити повагу більшої частини співробітників, таких як Анна Сміт і пан Карсон, які знаходяться під враженням від його моралі та трудової етики, попри його інвалідність.